# Heraclides d'Oxirrinc
Heraclides d'Oxirrinc (grec antic: Ἡρακλείδης, llatí: Heracleides) fou un historiador grec, fill de Sarapió i nadiu d'Oxirrinc, segons la Suda, o d'Alexandria, segons Diògenes Laerci. Va viure en temps de Ptolemeu IV Filopàtor (222-205 aC), i va escriure una gran obra titulada Ἱστορίαι en almenys trenta-set llibres. Una altra sota el títol Διαδοχή, en sis llibres, podria ser la mateixa que Diògenes Laerci esmenta amb el nom de Ἐπιτομὴ τῶν Σωτίωνος διαδοχῶν. Va escriure també un Λεμβυτυκὸς λόγος, i per aquesta obra va rebre el renom de ὁ λέμβος ('petit bot' o lembus). La Suda li atribueix algunes obres filosòfiques. No és impossible que pugui ser el mateix Heraclides que esmenta Eutoci en el seu comentari sobre Arquímedes, i el fa autor d'una biografia sobre aquell matemàtic.